# Thất nghiệp không tự nguyện
Bài viết được dịch từ định nghĩa Involuntary Unemployment
Thất nghiệp không tự nguyện là tình trạng một người dù sẵn sàng làm việc với mức lương hiện có nhưng vẫn thất nghiệp. Thất nghiệp không tự nguyện khác với thất nghiệp tự nguyện ở chỗ người thất nghiệp tự nguyện từ chối làm việc vì mức lương kỳ vọng tối thiểu của họ cao hơn mức lương hiện tại. Một nền kinh tế có xuất hiện tình trạng thất nghiệp không tự nguyện sẽ có thặng dư lao động với mức lương thực tế. Điều này xảy ra khi có một số nguồn lực ngăn tỷ lệ tiền lương thực tế khỏi sụt giảm xuống mức lương thực tế nhằm cân bằng cung và cầu (ví dụ như mức lương tối thiểu cao hơn mức lương bù trừ thị trường). Thất nghiệp cơ cấu cũng là một loại thất nghiệp không tự nguyện.
Các nhà kinh tế học có một số giả thuyết giải thích khả năng thất nghiệp không tự nguyện bao gồm lý thuyết hợp đồng tiền lương bao gồm bảo hiểm, lý thuyết không cân bằng, phương pháp sắp đặt so le tiền lương và lý thuyết tiền lương hiệu quả.
Tỷ lệ thất nghiệp đo được chính thức là tỷ số giữa thất nghiệp không tự nguyện trên tổng số người có việc làm và thất nghiệp (mẫu số của tỷ lệ này là tổng lao động trong xã hội).

## Giải thích
Mô hình dựa trên lý thuyết hợp đồng tiền lương bao gồm bảo hiểm, giống lý của Azariadis (1975), dựa trên giả thuyết rằng hợp đồng lao động khiến người sử dụng lao động khó cắt giảm tiền lương hơn. Người sử dụng lao động thường chọn cách sa thải hay buộc thôi việc thay vì giảm lương. Azariadis chỉ ra rằng với những lao động không thích rủi ro và những người sử dụng lao động thờ ơ với rủi ro thì các hợp đồng với khả năng sa thải nhân viên sẽ là phương án tối ưu.
Mô hình tiền lương hiệu quả cho rằng chủ lao động trả lương cho nhân viên trên mức lương bù trừ thị trường nhằm thúc đẩy năng suất của họ. Trong các mô hình trả lương hiệu quả dựa trên sự trốn tránh trách nhiệm, chủ lao động lo lắng rằng người lao động có thể né tránh khi biết họ có thể đơn giản là chuyển sang một công việc khác nếu họ bị bắt. Chủ lao động khiến việc lo lắng tốn kém hơn bằng cách trả cho người lao động mức lương nhiều hơn mức họ có thể nhận được ở nơi khác, khuyến khích họ không nghỉ việc. Khi tất cả công ty đều hành xử theo cách này, trạng thái cân bằng đạt được khi có những công nhân sẵn sàng làm việc với mức lương hiện hành.
Nghiên cứu trước đây về sự mất cân bằng bao gồm nghiên cứu của Robert Barro và Herschel Grossman, tác phẩm của Edmond Malinvaud làm rõ sự khác nhau giữa thất nghiệp cổ điển (tiền lương quá cao để thị trường có thể trả được) và thất nghiệp theo lý thuyết Keynes, thất nghiệp không tự nguyện do không có đủ tổng cầu. Trong mô hình của Malinvaud, thất nghiệp cổ điển được giảm đi bởi việc cắt giảm tiền lương thực tế trong khi thất nghiệp theo lý thuyết của Keynes lại yêu cầu kích thích từ bên ngoài về nhu cầu. Khác với lý thuyết hợp đồng tiền lương bao gồm bảo hiểm, mô hình của nghiên cứu này không dựa vào mức lương cao hơn mức lương bù trừ thị trường. Loại thất nghiệp không tự nguyện này gắn liền với định nghĩa của Keynes trong khi tiền lương thực tế và lý thuyết hợp đồng tiền lương bao gồm bảo hiểm lại không phù hợp với sự chú trọng của Keynes vào thiếu hụt về cầu.

## Quan điểm
Với nhiều nhà kinh tế học, thất nghiệp không tự nguyện là một hiện tượng trong thế giới thực có vai trò quan trọng với kinh tế học. Nhiều học thuyết kinh tế đã được thúc đẩy bởi mong muốn hiểu biết và kiểm soát được lượng thất nghiệp không tự nguyện. Tuy nhiên, khái niệm về thất nghiệp tự nguyện lại không được chấp nhận một cách phổ biến giữa các nhà kinh tế học; một vài người không chấp nhận nó như là một khía cạnh chân chính và mạch lạc của học thuyết kinh tế.
Shapiro và Stiglitz, những người phát triển một mô hình về tính ỷ lại cho rằng: "Với chúng tôi, thất nghiệp không tự nguyện là một hiện tượng có thật và quan trọng đối với hậu quả về sau của xã hội cần được giải thích và hiểu rõ."
Mancur Olson lại tranh luận rằng nếu không có khái niệm thất nghiệp không tự nguyện, những sự kiện có thật trên thế giới như cuộc đại khủng hoảng không thể được hiểu rõ. Ông phản đối các nhà kinh tế phủ nhận tầm quan trọng của thất nghiệp không tự nguyện và đặt lý thuyết của họ lên trước "nhận thức thông thường, sự quan sát và trải nghiệm của hàng trăm triệu người...rằng thất nghiệp không tự nguyện có tồn tại và rằng đó không phải một hiện tượng cá biệt hoặc hiếm gặp."
Các nhà kinh tế học khác không tin rằng thất nghiệp không tự nguyện thật sự tồn tại hoặc nghi ngờ quan hệ của nó với học thuyết kinh tế. Robert Lucas khẳng định rằng "...có một yếu tố không tự nguyện trong tất cả các loại thất nghiệp theo nghĩa là không ai chọn điều xấu thay vì những thứ tốt đẹp; cũng có yếu tố tự nguyện trong tất cả các loại thất nghiệp theo nghĩa là dù công việc hiện tại có tồi tệ thế nào, ta luôn có thể chọn cách chấp nhận nó" và "những người thất nghiệp tại bất cứ thời điểm nào cũng có thể tìm được việc làm mới ngay lập tức". Lucas bác bỏ sự cần thiết của việc các nhà lý luận học giải thích tình trạng thất nghiệp không tự nguyện vì nó "không phải là sự thật hoặc một hiện tượng mà các nhà lý luận phải có trách nhiệm giải thích". Ngược lại, nó là một hệ thống cấu trúc lý thuyết mà Keynes đưa ra với hy vọng sẽ khám phá ra được lời giải thích hợp lý cho một hiện tượng có thực: những dao động trên quy mô lớn của tổng số thất nghiệp được đo lường." Theo đó, chu kỳ kinh doanh thực tế và các mô hình khác từ trường phái cổ hiển mới của Lucas giải thích sự biến động của tỷ lệ có việc làm thông qua sự dịch chuyển của nguồn cung lao động do những thay đổi trong năng suất và sự ưu tiên nghỉ ngơi của người lao động.
Thất nghiệp không tình nguyện cũng có một vài vấn đề về mặt khái niệm với các lý thuyết và nghiên cứu tương tự về tỷ lệ thất nghiệp. Trong các mô hình này, thất nghiệp là tự nguyện khi người lao động chọn cách chịu đựng sự thất nghiệp trong suốt khoảng thời gian dài đi tìm kiếm công việc có mức lương cao hơn những công việc hiện có; tuy nhiên, có một yếu tố không tự nguyện xảy ra khi người lao động không kiểm soát được hoàn cảnh kinh tế đã buộc họ ngay từ đầu phải đi tìm kiếm một công việc mới.